# Canyon Apache
Canyon Apache est la cinquante-sixième histoire de la série Lucky Luke par Morris (dessin) et René Goscinny (scénario). Elle est publiée pour la première fois du no 563 au no 584 du journal Pilote. Puis est publiée en album en 1971 aux éditions Dargaud.

## Résumé
Lucky Luke est chargé de ramener la paix entre la cavalerie du colonel O'Nollan et la tribu apache de Patronimo. Mais il finit par passer pour un traître pour les deux camps.

## Personnages
- Lucky Luke
- Jolly Jumper
- Colonel O Nolan : commandant de Fort Canyon
- O'Malley, O'Hara, O'Dwyer et O'Flanagan : sergents de l'armée américaine
- Patronimo : chef des Apaches
- Coyotito : enfant apache

## Publication

### Revues
L'histoire est parue dans le journal Pilote, du no 563 (20 août 1970) au no 584 (14 janvier 1971).

### Album
Éditions Dargaud, no 6, 1971.

## Adaptation
Cet album a été adapté dans la série animée Lucky Luke, diffusée pour la première fois en 1991.
Les personnages du Colonel, de Patronimo, et de Coyotito réapparaissent dans l'épisode "Le Colporteur" de cette même série.
Patronimo apparaît également dans l'épisode 31 "Romance indienne" de la série animée Les Nouvelles Aventures de Lucky Luke de 2001 quand il joue dans le rôle du Grand Chef Bison Mal Embouché.

## Liens
- www.bedetheque.com, « Lucky Luke » (consulté le 11 août 2008)
- www.lucky-luke.com, « Lucky Luke » (consulté le 11 août 2008)
- www.fandeluckyluke.com, « Canyon Apache » (consulté le 11 août 2008)